# Qassam-raket
 Denne artikel bør gennemlæses af en person med fagkendskab for at sikre den faglige korrekthed.

En Qassam-raket (arabisk: صاروخ القسام; Ṣārūkh al-Qassām; også Kassam) er en simpel raket af stål fyldt med sprængstof, produceret af Hamas.
Tre modeller er blevet brugt. De er alle frit-flyvende artilleripjecer, uden nogen form for styring.
Raketterne bliver ofte affyret fra Gaza-striben mod Israel.

## Tekniske oplysninger
Qassam-raketter bruger et brændstof, som er en blanding af sukker og kaliumnitrat, som er et nemt tilgængelig form for gødning. Sprænghovedet indeholder TNT og ureanitrat.
|                          | Qassam 1 | Qassam 2 | Qassam 3 |
| ------------------------ | -------- | -------- | -------- |
| Længde (cm)              | 79       | 180      | 200+     |
| Diameter (cm)            | 6        | 15       | 17       |
| Vægt (kg)                | 5.5      | 32       | 90       |
| Sprængfarlig last (kg)   | 0.5      | 5-7      | 10       |
| Maksimum rækkevidde (km) | 3        | 8-10     | 10       |

## Ekstern henvisning
- GlobalSecurity.org – Qassam Rocket